# Castièro

Castièro, du Val d'Aran

Castièro est une subdivision traditionnelle du Val d'Aran, (Catalogne, Espagne) utilisée comme circonscription territoriale pour les élections au Conseil Général d'Aran. Il comprend les communes de la partie sud de la commune de Vielha e Mijaran, dans le Mijaran: Vielha, Gausac, Casau, Betren, Escunhau et Casarilh.
Depuis la restauration de la structure administrative traditionnelle du Val d'Aran en 1990, Castièro choisit 4 des 13 conseillers du Conseil Général d'Aran.